# اچ‌دی ۱۴۰۲۸۳

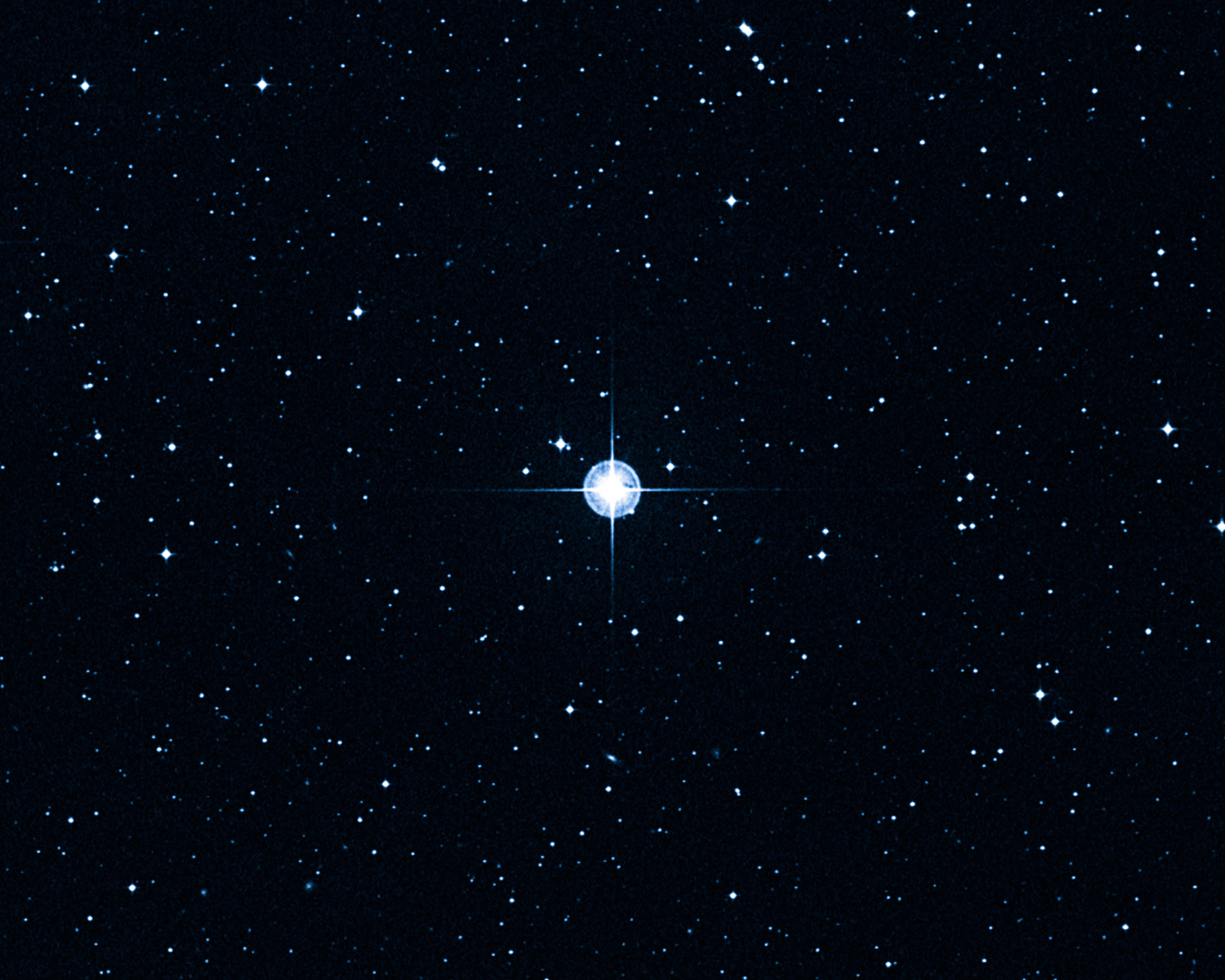
یکی از قدیمی‌ترین ستارگان عالم و قدیمی‌ترین ستاره نزدیک به منظومه شمسی

اچ‌دی ۱۴۰۲۸۳ (یا ستاره متوشالح) یک ستاره زیرغول می‌باشد که در فاصله‌ای در حدود ۲۰۰ سال نوری نوری از زمین در صورت فلکی ترازو، در نزدیکی مرز سحابی اوفیوچوس در کهکشان راه شیری قرار گرفته‌است. بزرگی ظاهری این ستاره ۷/۲۰۵ است. به علت حرکت این ستاره به سمت ما، نور آن تا حدودی به آبی متمایل است. این ستاره برای بیش از یک قرن به عنوان یک ستاره شناخته شده دارای سرعت بالا مورد توجه ستاره‌شناسان بوده‌است. تجزیه و تحلیل طیف‌سنجی اولیه که توسط جوزف دبلیو چمبرلین و لارنس آلر انجام شد، نشان داد که مقدار فلز موجود در این ستاره به‌طور قابل توجهی از مقدار فلز از خورشید کم‌تر است. بر اساس تجزیه و تحلیل طیف‌سنج‌های مدرن، مقدار آهن موجود در آن، به میزان ۲۵۰ برابر کمتر از خورشید است. از لحاظ میزان آهن موجود، این ستاره در گروه نزدیک‌ترین ستارگان به زمین قرار می‌گیرد.
این ستاره قبل از این که توسط والتر سیدنی آدامز در رصدخانه کوه ویلسون با کمک طیف نگاری مورد اندازه‌گیری قرار بگیرد، قبلاً در سال ۱۹۱۲ میلادی شناخته شده بود.